# Aligarh
Aligarh è una suddivisione dell'India, classificata come municipal corporation, di 667.732 abitanti, capoluogo del distretto di Aligarh e della divisione di Aligarh, nello stato federato dell'Uttar Pradesh. In base al numero di abitanti la città rientra nella classe I (da 100.000 persone in su).

## Geografia fisica
La città è situata a 27° 52' 60 N e 78° 4' 60 E e ha un'altitudine di 178 m s.l.m..

## Società

### Evoluzione demografica
Al censimento del 2001 la popolazione di Aligarh assommava a 667.732 persone, delle quali 357.152 maschi e 310.580 femmine. I bambini di età inferiore o uguale ai sei anni assommavano a 103.781, dei quali 55.343 maschi e 48.438 femmine. Infine, coloro che erano in grado di saper almeno leggere e scrivere erano 367.266, dei quali 217.117 maschi e 150.149 femmine.